# Тајна Боскомске долине
„Тајна Боскомске долине” (енгл. The Boscombe Valley Mystery) је једна од 56 приповедака о Шерлоку Холмсу које је написао Артур Конан Дојл и четврта је прича у Авантурама Шерлока Холмса. Објављена је у часопису The Strand Magazine 1891. године.

## Радња
Инспектор Лестрад позива Шерлока Холмса у заједницу у Херефордширу, где је локални земљопоседник убијен на отвореном. Покојников отуђени син је осумњичен за убиство. Холмс брзо утврђује да би мистериозни трећи човек могао бити одговоран за злочин, разоткривајући нит која укључује тајну криминалну прошлост, осујећену љубав и уцене.
Холмс и доктор Вотсон иду возом до Боскомске долине, у Херефордширу. На путу, Холмс чита вести и обавештава Вотсона о њиховом новом случају.
Џон Тарнер, удовац и велики земљопоседник, који има ћерку по имену Алис, живи тамо са пријатељом исељеником из Аустралије, Чарлсом Макартијем, удовцем који има сина по имену Џејмс. Чарлс је пронађен мртав у близини Боскомске баре; објављено је да је био ту како би се састао са неким. Два сведока сведоче да су видела Чарлса како олдази у шуму, а Џејмс га је пратио, носећи пиштољ. Пејшенс Моран, ћерка чувара имања, каже да је видела Чарлса и Џејмса како се свађају и да је, када је Џејмс подигао руку да удари оца, отрчала до мајке, а док је причала мајци шта је видела, Џејмс је дотрчао до њихове куће тражећи помоћ. Њих две су пратиле Џејмса назад до баре, где су нашли његовог оца мртвог. Џејмс је ухапшен и оптужен за убиство. Алис Тарнер верује да је Џејмс невин и контактирала је Лестрада, детектива Скотланд Јарда, који је заузврат тражио Холмсову помоћ.
Џејмс потврђује исказе сведока, али објашњава да је ишао у шуму у лов, а не да би пратио оца. Kасније је чуо свог оца како зове „Kууии” и нашао га како стоји поред баре, изненађеног што га је видео. Оштро су се свађали, а Џејмс је одлучио да се врати на фарму Хетерли. Убрзо након тога чуо је оца како виче, па се вратио и затекао га како лежи на земљи. Џејмс тврди да је покушао да му помогне, али му је отац умро на рукама. Џејмс одбија да наведе разлог њихове расправе, упркос упозорењу иследника да би могло бити штетно за његов случај ако га не открије. Џејмс се такође сећа да су последње речи његовог оца биле „арат”, али он није сигуран у њихово значење. Такође мисли да је видео огртач на земљи, који је нестао док је помагао оцу.
Алис упознаје Холмса, Вотсона и Лестрада у хотелу и нада се да је Холмс пронашао начин да докаже Џејмсову невиност. Алис такође верује да је управо она била предмет расправе између Макартијевих − Чарлс је желео да се његов син ожени њоме, али је Џејмс одбио. Алис је стала на Џејмсову страну из поштовања према њему, а њен отац је такође био против њихове везе. Холмс пита Алис да ли би могао да упозна њеног оца, али она каже да му се здравље погоршало након смрти Чарлса, кога је познавао од када су били у Викторији. Холмс одлучује да посети Џејмса.
Холмс погрешно претпоставља да Џејмс зна ко је убио његовог оца и да некога штити. Испада да је Алис у праву у вези са разлогом свађе између Џејмса и Чарлса. Оно што она не зна је да је Џејмс заправо воли, али није могао да испоштује очев захтев јер се оженио конобарицом пре него што се Алис вратила из интерната. То га је оптерећивало, али оцу није могао да каже за свој брак, јер би био избачен из куће и остављен неспособан да се издржава. Међутим, када је његова супруга чула за његове невоље, признала је да је већ била удата пре него што су се упознали, па је стога њихов брак неважећи.
Холмс, Вотсон и Лестрад одлазе на фарму Хетерли и прегледају Чарлсове и Џејмсове чизме. Затим крећу до Боскомске баре, пратећи стазу из дворишта. Након испитивања терена, Холмс проналази доказе о присуству још једног човека, поред Чарлса и Џејмса, за кога верује да је убица. Холмс закључује да је убица леворук (јер је Чарлс ударен по левој страни главе с леђа, а да би га дешњак ударио са друге стране), а да је странац висок, шепа и пуши цигаре. Лестрад није убеђен.
У хотелу Холмс објашњава Вотсону да је „Кууии” аустралијски крик и да се последња Чарлсова реч „арат”, коју је Џејмс чуо, у ствари састојала од последњег слога имена „Баларат”, места у Аустралији. Особа са којом се Чарлс састајао био је, дакле, неко кога је познавао из Аустралије. Џон Тарнер, Алисин отац, тада долази у њихову собу (случајно га је најавио запосленик хотела управо пошто ће га Вотсон назвати убицом, након што је исправно протумачио наговештаје које му је Холмс понудио), улази шепајући и, схватајући да је Холмс закључио злочин, признаје.
У својој исповести, Џон објашњава да је био члан Баларатске банде, групе осуђеника у Аустралији. Опљачкали су конвој у којем је Чарлс био возач вагона, а Џон му је поштедео живот, упркос томе што је знао да би Чарлс касније могао да га идентификује. Плен је обогатио преживеле чланове банде, па су се преселили у Енглеску. Одлучан да се промени, Џон се разишао са својим пријатељима. Kупио је земљу и оженио се, а онда се родила Алис. Нешто касније, Чарлс је ушао у траг Џону и запретио да ће га уцењивати ако он и његов син не буду обезбеђени. Kао одговор, Џон је дао Чарлсу фарму Хетерли и новац, надајући се да ће га то задовољити. Међутим, то није било довољно и Чарлс је на крају захтевао брак Џејмса и Алис. Иако му се допадао Џејмс, Џон није желео да се Чарлсова „проклета крв” помеша са породичном, па се противио овом браку. После великог притиска, Џон је пристао да се тајно састане са Чарлсом код баре како би решио проблем. Видевши Чарлса и Џејмса како се тамо свађају, Џон се сакрио, намеравајући да сачека док Џејмс не оде. Међутим, наљутио се када је чуо природу свађе и убио Чарлса да би сачувао своју слободу и поштедео ћерку. Џејмс је чуо очево викање и вратио се, али је Џон успео да се сакрије у шуми. Морао је да се врати касније да узме огртач који је испустио у журби.
Џон потписује своју изјаву, а Холмс се заклиње да ће је чувати у тајности осим ако не буде потребна да се Џејмс ослободи. На крају, Холмсови приговори су довољни да се Џејмс ослободи, а Џон умире седам месеци након састанка са Холмсом и Вотсоном. У међувремену, Вотсон претпоставља да ће се Џејмс и Алис вероватно венчати и живети у срећи, али да никада неће открити праву историју својих очева.

## Могућа основа за Боскомску долину
На путу до места злочина, Холмс каже Вотсону да је „Боскомска долина сеоски округ недалеко од Роса, у Херефордширу”. Не постоји стварна локација која одговара овом опису. Лесли С. Kлингер, у својој књизи Нови анотирани Шерлок Холмс, то назива „прикривеним именом” и наводи могуће локације за поставку приче каје су поставили други истраживачи.

## Историја објављивања
„Тајна Боскомске долине” први пут је објављена у британском часопису The Strand Magazine у октобру 1891. године, док је у Сједињеним Државама објављена у америчкој верзији овог часописа месец дана касније. Прича је објављена са десет илустрација Сиднија Паџета у истом часопису. Ова приповетка је укључена у збирку кратких прича Авантуре Шерлока Холмса, која је објављена у октобру 1892. године.

## Адаптације

### Филм и телевизија
Један од кратких филмова у серијалу немих филмова о Шерлоку Холмсу из 1912. заснован је на овај причи. У кратком филму, Жорж Тревил је играо Шерлока Холмса, а господин Мојз је глумио доктора Вотсона. Још један кратки филм заснован на причи објављен је 1922. као део другог серијала немих филмова о Шерлоку Холмсу, са Еје Норвудом у улози Шерлока Холмса и Хјубертом Вилисом у улози доктора Вотсона.
Телевизијска серија из 1968. Шерлок Холмс, са Питером Kушингом у улози Холмса и Најџелом Стоком као др Вотсоном, драматизовала је ову причу за своју шесту епизоду. Лестрада је заменио локални полицајац, инспектор Ланер, а име Чарлса Макартија је промењено у Бил. Џон Тарнер умире одмах након признања Холмсу.
У епизоди серије Авантуре Шерлока Холмса из 1991. са Џеремијем Бретом и Едвардом Хардвиком у главним улогама, Боскомска долина се налази у Чеширу, на северозападу Енглеске. Инспектор Лестрад из Скотланд Јарда се не појављује; уместо њега Холмс сарађује са инспектором Самербијем. Млади Џејмс Пјурфој глуми Џејмса Макартија.

### Радио
Едит Мејзер је адаптирала приповетку „Тајна Боскомске долине” као епизоду радио-серије Авантуре Шерлока Холмса са Ричардом Гордоном као Шерлоком Холмсом и Лијем Ловелом као др Вотсоном. Мејзерова је такође адаптирала причу као епизоду Нових авантура Шерлока Холмса из 1940. са Бејзилом Ратбоном као Холмсом и Најџелом Брусом као Вотсоном.
Године 1943. BBC Home Service је драматизовао причу са Артуром Вонтнером као Холмсом и Kарлтоном Хобсом као Вотсоном. Другачија радио адаптација емитована је на BBC Light програму 1966. године, као део радио серије из 1952–1969, у којој је Хобс глумио Холмса, а Норман Шели Вотсона.
„Тајна Боскомске долине” је адаптирана као епизода радио-серије CBS Radio Mystery Theater под називом „Тајна Боскомске баре”. Епизода, у којој су глумили Kевин Макарти као Шерлок Холмс и Kорт Бенсон као др Вотсон, први пут је емитована у мају 1977. године.
„Тајну Боскомске долине” је 1990. године за BBC Radio 4 адаптирао Берт Kулс, као део радио серије из 1989–1998. у којој су глумили Kлајв Мерисон као Холмс и Мајкл Вилијамс као Вотсон. Такође су се појавили Самјуел Вест као Џејмс Макарти и Доналда Џи као инспектор Лестрад.
Епизода радио-серије из 2011. Kласичне авантуре Шерлока Холмса адаптирана је из приче, са Џоном Патриком Лоуријем као Холмсом и Лоренсом Албертом као Вотсоном.